# Мигунов, Валерий Валентинович
Валерий Валентинович Мигунов (род. 9 февраля 1936 года, Харьков) — Герой Советского Союза, заслуженный лётчик-испытатель СССР, полковник, лауреат Государственной премии СССР.

## Биография
Родился 9 февраля 1936 года в городе Харькове.

### Образование
- В 1953 году окончил Харьковский аэроклуб.
- В 1957 году окончил Чкаловское военное авиационное училище лётчиков.
- Учился в Харьковском авиационном институте в 1961—1962 годах.
- Окончил Московский авиационный институт в 1967 году.

### Служба в армии
В Советской Армии с 1953 года. Служил в строевых частях ВВС СССР. С 1961 года — в запасе.
С октября 1962 года вновь в армии. В 1962—1969 годах — лётчик-инструктор Харьковского высшего военного авиационного училища лётчиков. Член КПСС с 1963 года.
В 1969—1989 годах — на лётно-испытательной работе в Государственном Краснознамённом научно-испытательном институте ВВС (ГК НИИ ВВС).
В 1983—1989 годах был начальником 1-го Управления ГК НИИ ВВС (в/ч 18374), занимающегося испытаниями самолётов в Ахтубинске. В качестве ведущего лётчика-испытателя принимал участие в государственных испытания сверхзвуковых боевых самолётов МиГ-21БИС, МиГ-23, МиГ-27, МиГ-29, Су-17, Су-25, Су-25Т и Су-27.
В 1990—1991 годах — уполномоченный начальника вооружения ВВС в Киеве. С декабря 1991 года — снова в запасе.

### После армии
В 1991—1999 годах находился на лётно-испытательной работе в ОКБ имени О. К. Антонова. Провёл ряд испытательных работ на самолётах Ан-72П, Ан-74, Ан-22 «Антей» и Ан-124 «Руслан». Имеет более 7400 часов налёта, в том числе 4700 — на истребителях.
Живёт в Киеве. Работает в Авиационном научно-техническом комплексе (АНТК) имени О. К. Антонова инструктором-методистом и председателем методсовета.

## Награды и звания
- За мужество и героизм, проявленные при испытании новой авиационной техники, полковнику Мигунову Валерию Валентиновичу Указом Президиума Верховного Совета СССР от 17 февраля 1984 года присвоено звание Героя Советского Союза с вручением ордена Ленина и медали «Золотая Звезда» (№ 11507).
- Награждён двумя орденами Ленина (1974, 1984) и медалями, в числе которых медаль «За доблестный труд».
- Заслуженный лётчик-испытатель СССР (1981).
- В 1980 году удостоен Государственной премии СССР за участие в создании и отработке прицельного комплекса «Волк», позволяющего повысить точность стрельбы из авиационной пушки.